# 彼得·比朔夫
彼得·比朔夫（德語：Peter Bischoff，1904年3月24日—1976年7月1日），德国男子帆船运动员。他曾代表德国参加1936年夏季奥林匹克运动会帆船比赛，联同汉斯-约阿希姆·魏泽获得一枚金牌。